# Joseph Eichenbaum
Joseph Eichenbaum (* 1857 in Naschitz; † vermutlich 1882 ebenda) war ein österreichischer Paläontologe.

## Leben
Eichenbaum studierte an der Universität Wien bei Melchior Neumayr Paläontologie. Vermutlich im Jahre 1882 starb er überraschend. Vor seinem Tod fertigte er eine fast druckreife Arbeit über fossile Brachiopoden an, in der er auch eine neue Art (Rhynchonellina brusinai J. Eichenbaum) beschrieb. Das Manuskript wurde von Karl Frauscher fertiggestellt und posthum veröffentlicht.

## Veröffentlichungen
- Die Brachiopoden von Smokovac bei Risano in Dalmatien. In: Jahrbuch der Kaiserlich-Königlichen Geologischen Reichsanstalt. Jahrgang 33, 1883, S. 713–720 (zobodat.at [PDF]).